# Elia (profeet)

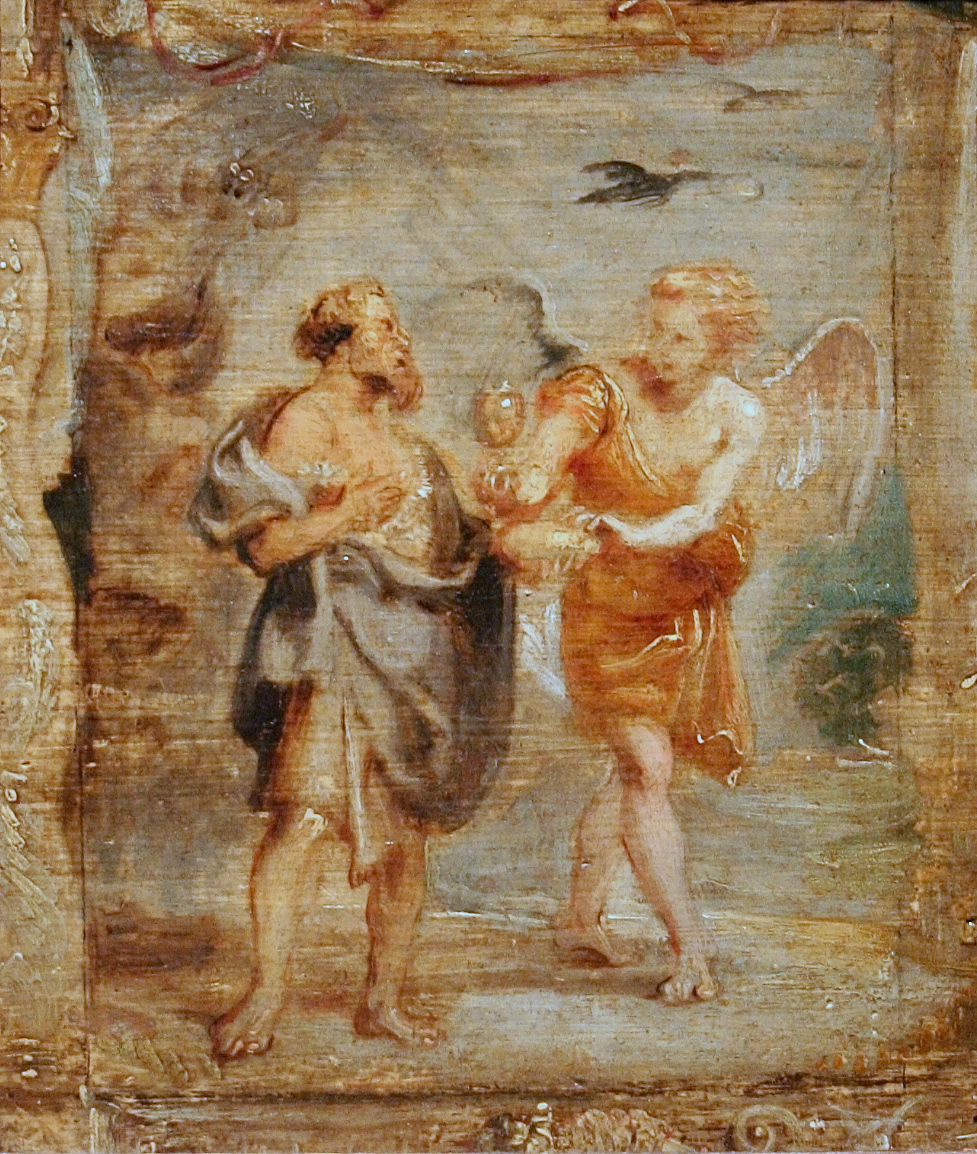
Elia in de wildernis, gevoed door de engel - Peter Paul Rubens

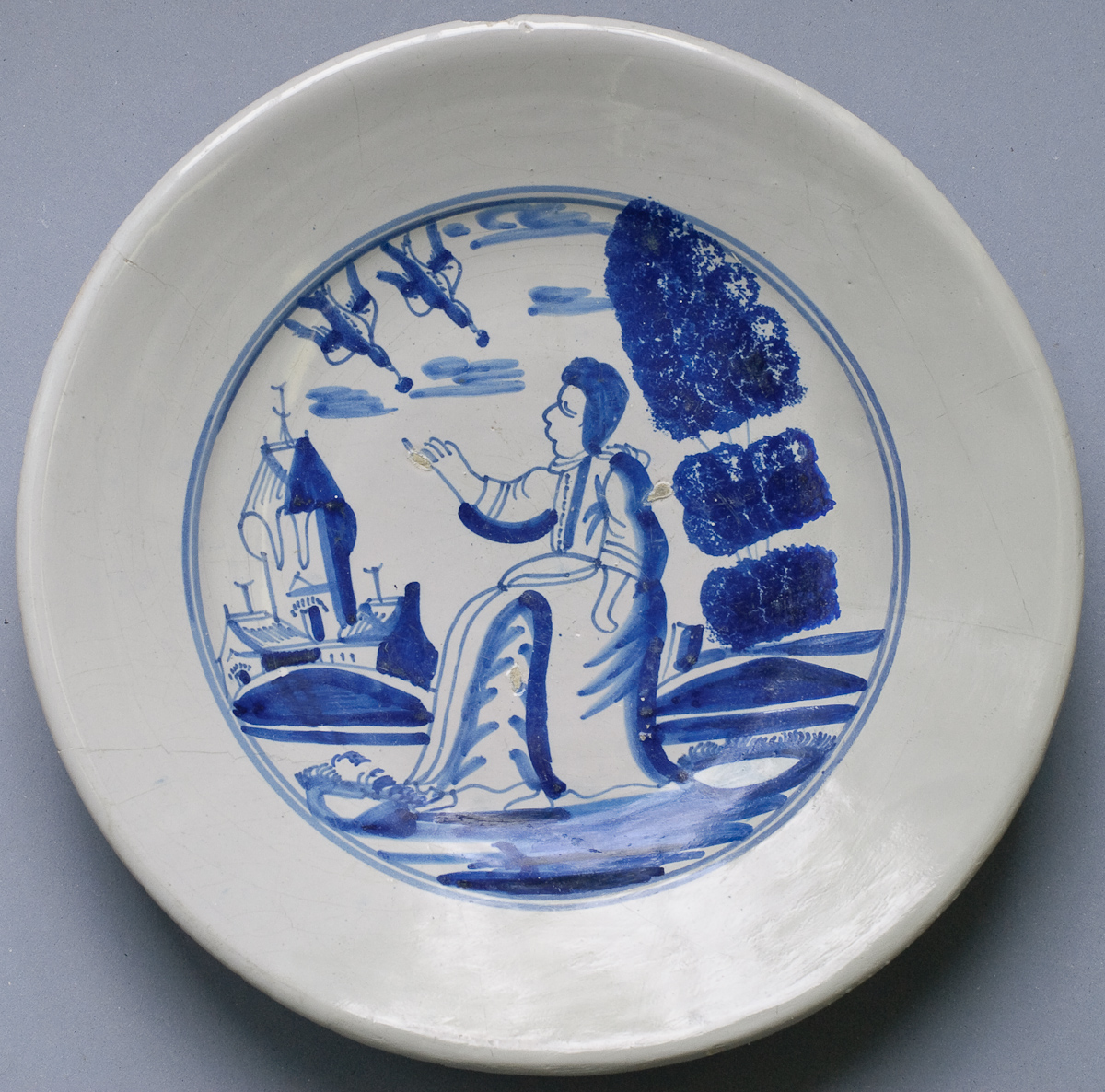
Elia wordt door raven gevoed.
Majolicaschotel, achttiende eeuw Harlingen

Elia of Elias (Hebreeuws: אֵלִיָּהוּ, ’elijjāhû of verkort אֵלִיָּה, ’elijjāh, "(Mijn) God is JH(WH)"; Oudgrieks: Ἠλείας, Èleias; Arabisch: إلياس, Ilyās) was volgens de Hebreeuwse Bijbel een van de belangrijke profeten. De profeet Elia trad op tijdens de regeringen van de koningen Achab (870-851 v.Chr.) en Achazja (851-850 v.Chr.) in het tweede kwart van de 9e eeuw v.Chr. in het noordelijke koninkrijk Israël.

## Elia in de Hebreeuwse Bijbel
Elia was afkomstig uit Tisbe in de streek Gilead en had daarom de bijnaam "de Tisbiet" (1 Koningen 17:1; 21:17, 28; 2 Koningen 1:3, 8; 9:36). Het formule-achtige gebruik van deze bijnaam kan op tegenstand duiden tegen de uit de periferie van het noordelijke rijk stammende Elia vanwege zijn weerstand tegen de inspanningen van de Omrische koningen om de door Omri (881-870 v.Chr.) gestichte hoofdstad Samaria tot politiek, cultureel en religieus centrum uit te bouwen en van daaruit het land op absolutistische manier te willen leiden.
Zijn optreden wordt geplaatst in de periode waarin de Israëlieten ook goden als Baäl en Ašerah waren gaan aanbidden.
Elia ging naar koning Achab en kondigde een grote droogte aan. Toen niemand zich bekeerde, verborg hij zich bij de beek Kerit, waar hij elke ochtend en avond door raven werd gevoed. Hierop volgde het verhaal van zijn ontmoeting met de weduwe van Sarefat. Hij verrichtte daarbij wonderen: het meel in de pot raakte niet op en de kruik met olie raakte niet leeg, en hij wekte het gestorven zoontje van zijn gastvrouw weer tot leven.
Op de berg Karmel kwam het tot een beslissende ontmoeting met priesters van de Kanaänitische god Baäl, waarbij God op Elia's gebed vuur uit de hemel heeft laten neerkomen, terwijl daarvoor de offers van de priesters van Baäl zonder vuur waren gebleven. Op bevel van Elia werden deze Baäl-priesters vervolgens door toekijkende Israëlieten gedood.
Hierna moest Elia vluchten, omdat koningin Izebel, de vrouw van koning Achab, dreigde hem te laten ombrengen. Aangekomen bij de berg Horeb in de Sinaïwoestijn heeft hij een diepgaand zielsgesprek met God gehad, waarin hij opdracht kreeg een opvolger te zalven, Elisa. Omdat koning Achab op onrechtmatige wijze de wijngaard van Naboth zou hebben verkregen, waarbij deze laatste werd gestenigd, moest Elia van God Achab en diens vrouw Izebel hun dood aanzeggen; hun sterven vond niet lang daarna plaats.
In het laatste verhaal over Elia werd hij in een door een hemelse wagen veroorzaakte wervelwind in de hemel opgenomen. Zijn opvolger Elisa was hiervan getuige (2 Koningen 2:1-12). Volgens de traditie betekende dit dat Elia nooit stierf.

### Latere vermelding
De laatste vermelding van Elia in de Hebreeuwse Bijbel is in 2 Kronieken 21:12. Hierin wordt een brief uit naam van de profeet gezonden aan Joram van Juda. In de brief wordt hem gezegd dat hij het volk van Koninkrijk Juda tot ontrouw aan de HEER had verleid, net als het koninkrijk Israël ontrouw was geworden. De profeet eindigt met een voorspelling van een pijnlijke dood.
Deze brief levert diverse vraagstukken op. Allereerst is de brief gericht aan een koning van het zuidelijke koninkrijk Juda, terwijl Elia zich richtte tot het noordelijke koninkrijk Israël. Ten tweede begint de brief met: "Dit zegt de HEER, de God van uw voorvader David", in plaats van het gebruikelijke "... in de naam van JHWH, de God van Israël". De brief lijkt ook te zijn gestuurd na Elia's opname in de wervelwind.
Er zijn verschillende suggesties gedaan om de brief te verklaren, zoals dat dit een voorbeeld zou kunnen zijn van een verhaal waarbij een minder bekende profeet werd vervangen door een bekendere profeet. Sommige commentators verwerpen enig verband tussen de brief en de Elia-traditie, terwijl anderen de brief als authentiek van Elia zien, omdat de brief "een zeer 'noordelijke' situatie in het zuidelijk koninkrijk betreft".

## Historische duiding
Elia was godsdienstsociologisch gezien een institutioneel ongebonden, zwervende, solitair werkende profeet: volgens de traditie leefde hij van wat hij in de natuur aantrof (1 Koningen 17:2-6) of wat welwillende personen hem aanreikten (1 Koningen 17:8-16), zonder vaste woonplaats, aan de rand van de samenleving, waarvan hij zich ook onderscheidde door een ruige mantel en een leren lendendoek te dragen (2 Koningen 1:8).
Als in de traditie gezocht wordt naar de historische Elia, kan met enige waarschijnlijkheid worden geconcludeerd dat Elia in zijn tijd werd beschouwd als een waarzeggende en over magische krachten beschikkende regenmaker, die de regen kon lokken maar ook met toverspreuken en zwarte magie kon verhinderen (1 Koningen 17:1; 18:17, 41-46). Op basis van de beschrijving in de droogte-compositie (1 Koningen 17-18), die - hoewel zeker van een recenter datum - zich baseert op oudere overleveringen, mogelijk uit de tijd van Elia zelf (1 Koningen 17:1; 18:17, 21), kreeg Elia de reputatie de regen te kunnen beheersen. Omdat hij die krachten gebruikte in zijn conflict met de door de Omrische regering om diplomatieke redenen verordende aanbidding van Baäl door de Israëlieten, kreeg hij de bijnaam "Ongeluksbrenger van Israël" (1 Koningen 18:17). Als voorvechter van de exclusieve aanbidding van JHWH, ging hij ook in tegen polytheïstische tendensen binnen de koninklijke familie zelf (2 Koningen 1:6). Van een pleidooi van Elia ten gunste van de rechten van de plattelandsbevolking en zijn strijd tegen de landhonger van het toenemend autocratisch handelende koningshuis getuigt waarschijnlijk 1 Koningen 21:1-19.

## Elia de profeet in het jodendom
Elia is een van de belangrijkste profeten van het jodendom. De traditie over een terugkerende Elia is er diep in geworteld (Maleachi 4:5 of 3:23). Men zet daarom bij de briet mila de deur open en een stoel voor hem klaar. Ook gedurende de sederavond wordt een beker wijn voor Elia op de sederschotel gezet.

## Elia in het Nieuwe Testament
Bij het optreden van Johannes de Doper veronderstelden sommigen dat hij de beloofde incarnatie van Elia was, wat Johannes tegensprak (Johannes 1:21). Ook van Jezus werd dat verondersteld (Matteüs 16:14, Marcus 6:15, 8:28, Lucas 9:8, 9:19). 
In het verhaal over de gedaanteverandering van Jezus wordt verteld over een gebeurtenis waarbij Jezus met Petrus, Jakobus en Johannes de Taborberg opklom. Op de top ervan werd hij vanuit een wolk toegesproken door God. Hierbij werd Jezus door Elia en Mozes geflankeerd (Matteüs 17:1-13, Marcus 9:1-13, Lucas 9:28-36).
Sommige christenen denken daarom dat Elia een van de twee getuigen uit Openbaring 11:3 zal zijn, in de eindtijd tijdens de regeerperiode van de antichrist. Dat de profeet Elia als de profeet bij de vestiging van Gods koninkrijk is, is een oude joodse gedachte die overgenomen is.

## Elia als patroon
Vandaag de dag is hij voor Rooms-Katholieken de patroon van de karmelieten (die zich naar de berg Karmel hebben genoemd); verder van de automobilisten, de luchtschepen, de vliegtuigen en van het verkeer (vanwege de vurige wagen, waarin hij ten hemel werd opgenomen). Hij wordt aangeroepen bij onweer en brandgevaar.

## Afbeeldingen van Elia in de dom van Siena, Italië

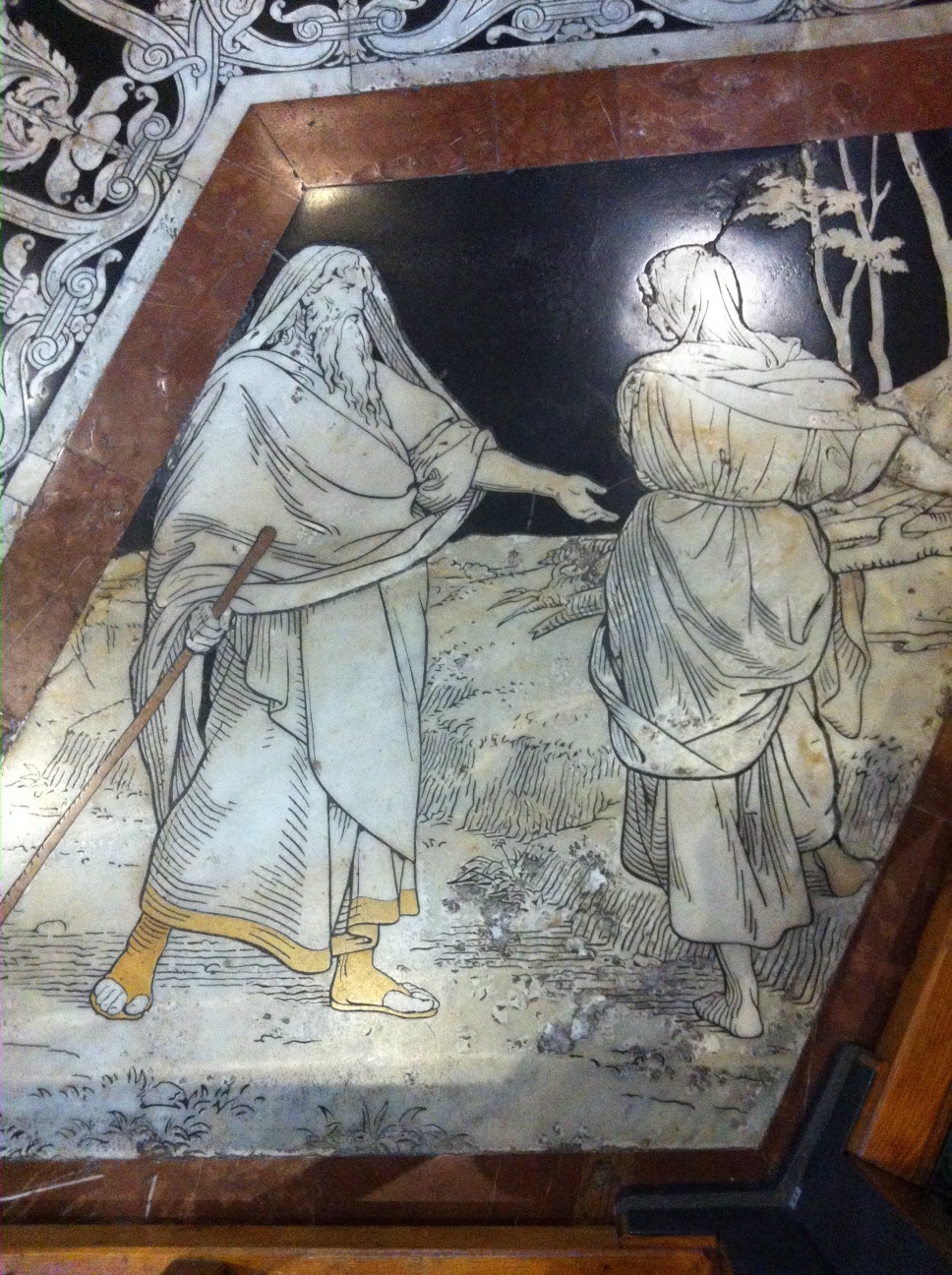
Ontmoeting van Elia met de weduwe van Sarfat

Het leven van Elia is allegorisch afgebeeld in een groot aantal gravures in marmer uitgevoerd op een deel van de vloer van de Dom van Siena door de zestiende-eeuwse schilder Domenico Beccafumi. Beschadigde delen werden in de periode 1875 - 1878 vervangen door kunstenaar Alessandro Franchi.

## Trivia
- Chi Coltranes hit Go Like Elijah verwijst naar de legende van Elia's hemelvaart.